# Almonaster la Real
Almonaster la Real település Spanyolországban, Huelva tartományban. Almonaster la Real Alájar, Aroche, El Campillo, El Cerro de Andévalo, Cortegana, Jabugo, Santa Ana la Real, Aracena, Zalamea la Real és La Zarza-Perrunal községekkel határos. Lakosainak száma 1751 fő (2024).

## Népesség
A település lakosságának változását az alábbi diagram mutatja:
| Lakosok száma | 1938 | 1858 | 1860 | 1848 | 1849 | 1863 | 1891 | 1819 | 1786 | 1751 |
|               | 2001 | 2004 | 2006 | 2009 | 2011 | 2014 | 2016 | 2019 | 2021 | 2024 |